# ジャン・フランソワ・シュドル

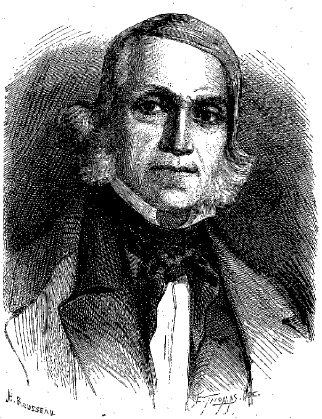
ジャン・フランソワ・シュドル

ジャン・フランソワ・シュドル（Jean-François Sudre、1787年8月15日 - 1862年10月20日）は、フランスの著作家、作曲家である。人工言語「ソルレソル」の開発者として知られている。

## プロフィール
シュドルはアルビで1787年に生まれた。
音楽の道に進んだ彼は、1817年に「ソルレソル」の開発を始めた。「ソルレソル」は音階を文字の代わりに使った人工言語で、世界共通語を作ろうという発想のもとに開発されたものである。
シュドルは1862年にパリで死去したが、その死後も「ソルレソル」の開発は続けられ、1902年にはBoleslas Gajewskiが『Grammaire du Solresol（ソルレソルの文法）』を出版している。